# Christopher Norris
Christopher Norris, född 6 november 1947, är en brittisk filosof och litteraturkritiker. Han är professor emeritus vid Cardiff University. Norris avlade doktorsexamen vid University College London 1975 och har särskilt forskat om Jacques Derrida och dekonstruktion samt Alain Badiou.